# Southwest Championship Wrestling
Southwest Championship Wrestling - американська федерація реслінґу, що була заснована у 1978 році Джо Бланшаром. Головна штаб-квартира розташовується у місті Сан-Антоніо, штат Техас, США. З 1978 по 1986 роки компанія діяла як частка Texas All-Star Wrestling.

## Відомі реслери
- Джеррі Лоулер
- Кен Патера